# Município de Allen (condado de Darke, Ohio)
Localização do Ohio nos E.U.A.
O município de Allen (em inglês: Allen Township) é um município localizado no condado de Darke no estado estadounidense de Ohio. No ano 2010 tinha uma população de 1098 habitantes e uma densidade populacional de 14,67 pessoas por km².

## Geografia
O município de Allen encontra-se localizado nas coordenadas 40° 18′ 13″ N, 84° 40′ 01″ O. Segundo a Departamento do Censo dos Estados Unidos, o município tem uma superfície total de 74.86 km², da qual 74,5 km² correspondem a terra firme e (0,48 %) 0,36 km² é água.

## Demografia
Segundo o censo de 2010, tinha 1098 pessoas residindo no município de Allen. A densidade de população era de 14,67 hab./km².